# Domènec Melé Carné
Domènec Melé Carné (8 de desembre de 1944) és un acadèmic i investigador d'ètica empresarial.
Llicenciat en Ciències per la Universitat de Barcelona, és doctor en Enginyeria Industrial per la UPC i en Teologia per la Universitat de Navarra. Va iniciar la seva activitat docent a la Universitat Politècnica de Valencia, on va ser catedràtic de Tecnologia Química, i després va ser professor de Materials a l'Escola d'Enginyers Industrials de Sant Sebastià. El 1983 va ser ordenat sacerdot catòlic a la prelatura de l'Opus Dei.
El 1986 va iniciar una etapa de 30 anys com a professor a l'IESE, on és titular de la Càtedra d'Ètica Empresarial. Ha publicat 70 articles científics i 20 casos d'estudi. Ha investigat i escrit sobre ètica econòmica i empresarial, responsabilitat social corporativa, pensament social cristià, espiritualitat i filosofia en la gestió, i gestió humanística. Ha organitzat 18 edicions de simposis d'etica i empresa a l'IESE des del 1991 i és director de la revista catalana de teologia Temes d'Avui.

## Obres seleccionades
- Domènec Melé; Domènec Melé Ética en la Direccion de Empresas.  Iese, Ediciones, S.A., novembre 1997. ISBN 978-84-413-0770-4.
- Domenéc Melé; Domènec Melé Carné; César González Cantón Fundamentos antropológicos de la dirección de empresas.  Eunsa, 2015. ISBN 978-84-313-3075-0.
- Domènec Melé. Business Ethics in Action: Managing Human Excellence in Organizations.  Macmillan Education UK, 2019. ISBN 978-1-137-60917-5.